# Котельники
Коте́льники — город (до 2004 года — посёлок городского типа) в Московской области России.
Город областного подчинения (до 2007 года был в Люберецком районе), образует одноимённый городской округ.
Ранее село располагалось в Копотенском стане Московского уезда.

## География
Расположен на юго-восточной границе Москвы. Граничит, помимо Москвы, также с городами Дзержинским и Люберцами.
Грузовая железнодорожная станция (Яничкино) на линии Люберцы — Дзержинский.
Городской округ Котельники граничит:
- с районом Капотня ЮВАО города Москвы (на западе по МКАД),
- с районом Люблино ЮВАО города Москвы (на западе по МКАД),
- с районом Выхино-Жулебино ЮВАО города Москвы (на севере по Новорязанскому шоссе),
- с городским округом Люберцы Московской области (на северо-востоке по Новорязанскому шоссе, на востоке и на юге с городом Дзержинский).

На территории городского округа расположены восточная часть Кузьминского и северная Томилинского лесопарков.

## История
С названием города связано несколько легенд, одна из которых гласит, что на территории Котельников остановились на отдых воины войска Дмитрия Донского. Это случилось, когда они направлялись к Куликову полю. Они варили на привале кулеш в котлах, и отсюда произошло название местности. Второе предание повествует о том, что название Котельники произошло благодаря своему рельефу: здесь было много низин и болот, называвшиеся в давние времена котлами.
Деревня Котельниково впервые упоминается в XVII веке. В конце века в деревне строится церковь Казанской иконы Божией Матери, и она становится селом. До 1630 года сельцо и принадлежала думному дьяку Телепнёву Ефиму Григорьевичу (ум. 1636), на правах поместья, который выкупил её в вотчину. В июле 1643 года сельцо было передано в качестве приданного дочери Анне, вышедшей замуж за князя Ромодановского Ивана Григорьевича Меньшого.
В начале XVIII века недалеко от села генерал Ф. П. Балк-Полев построил усадьбу Белая Дача. В XIX веке село Котельниково принадлежало князьям Голицыным. В окрестностях села добывали песок и камень.
В посёлке Котельники Московской области Люберецкого района 16 февраля 1926 почил митрополит Макарий Московский и Коломенский Макарий (в миру Михаил Андреевич Парвицкий-Невский), выдающийся Святитель-миссионер, «Апостол Алтая», «Сибирский столп Православия», «живой Русский святой» — так называли его современники. В 1957 году его честные нетленные останки были перенесены в Троице-Сергиеву Лавру и захоронены в храме Русских Святых Успенского Собора.
В ЭСБЕ, в статье о Москве, село упомянуто как Котельникова. В 1931 году около села вблизи песчаного карьера был построен завод по производству силикатного кирпича. В 1938 году село Котельники преобразовано в рабочий посёлок. В 1959 начал работу завод железобетонных изделий.
С 1996 года Котельники являются самостоятельным муниципальным образованием в составе Люберецкого района. Оно включило в себя посёлок совхоза «Белая дача», посёлок Коврового комбината, посёлок Силикат (посёлок Люберецкого силикатного завода), посёлок Опытное поле и село Котельники.
В 2004 году посёлок городского типа получил статус города. В 2007 году Котельники получили статус города областного подчинения.
В 2018 году стало известно, что в Котельниках под снос попали 57 зданий. Несмотря на то, что дома собираются сносить, параллельно на них установлены таблички о предстоящем капитальном ремонте.

## Население
| 1859    | 1926    | 1939    | 1959    | 1970    | 1979    | 1989    | 2000    | 2001    | 2002    | 2003    | 2005    |
| ------- | ------- | ------- | ------- | ------- | ------- | ------- | ------- | ------- | ------- | ------- | ------- |
| 600     | ↗700    | ↗6591   | ↗13 792 | ↗14 857 | ↗15 855 | ↗17 456 | ↘17 300 | →17 300 | ↗17 747 | ↘17 700 | ↗18 300 |
| 2006    | 2007    | 2008    | 2009    | 2010    | 2011    | 2012    | 2013    | 2014    | 2015    | 2016    | 2017    |
| ↗18 700 | ↗19 300 | ↗19 800 | ↗20 364 | ↗32 338 | ↘32 300 | ↗35 081 | ↗37 105 | ↗39 443 | ↗41 308 | ↗43 128 | ↗44 353 |
| 2018    | 2019    | 2020    | 2021    | 2023    | 2024    |         |         |         |         |         |         |
| ↗44 869 | ↗46 763 | ↗49 023 | ↗63 728 | ↗68 758 | ↗72 311 |         |         |         |         |         |         |

На 1 января 2025 года по численности населения город находился на 217-м месте из 1124 городов Российской Федерации.
Национальный состав
По итогам переписи населения 2020 года проживали следующие национальности (национальности менее 0,1 % и другое, см. в сноске к строке «Другие»):
| Национальность | Численность, чел. | Доля     |
| -------------- | ----------------- | -------- |
| Русские        | 40 046            | 62,84 %  |
| Армяне         | 2576              | 4,04 %   |
| Таджики        | 1921              | 3,01 %   |
| Узбеки         | 1562              | 2,45 %   |
| Киргизы        | 1486              | 2,33 %   |
| Азербайджанцы  | 1215              | 1,91 %   |
| Украинцы       | 688               | 1,08 %   |
| Татары         | 621               | 0,97 %   |
| Грузины        | 463               | 0,73 %   |
| Молдаване      | 298               | 0,47 %   |
| Чуваши         | 290               | 0,46 %   |
| Вьетнамцы      | 208               | 0,33 %   |
| Белорусы       | 185               | 0,29 %   |
| Афганцы        | 171               | 0,27 %   |
| Казахи         | 151               | 0,24 %   |
| Китайцы        | 119               | 0,19 %   |
| Евреи          | 108               | 0,17 %   |
| Чеченцы        | 101               | 0,16 %   |
| Мордва         | 100               | 0,16 %   |
| Туркмены       | 90                | 0,14 %   |
| Аварцы         | 90                | 0,14 %   |
| Кубинцы        | 76                | 0,12 %   |
| Турки          | 73                | 0,11 %   |
| Лезгины        | 73                | 0,11 %   |
| Башкиры        | 70                | 0,11 %   |
| Корейцы        | 68                | 0,11 %   |
| Другие         | 10 879            | 17,06 %  |
| Итого          | 63 728            | 100,00 % |

## Местное самоуправление
В 2004 году посёлок Котельники был преобразован в город, получивший в 2007 году статус города областного подчинения, а в рамках местного самоуправления − статус городского округа как единственный населённый пункт в его составе. Площадь городского округа — 14,24 км².

### Органы власти
Органы власти действуют в рамках Устава городского округа. Органами власти городского округа являются:
Совет депутатов городского округа Котельники — выборный представительный орган местного самоуправления. В его состав входят 20 депутатов, избираемых сроком на 5 лет.
Глава городского округа Котельники избирается Советом депутатов сроком на 5 лет.
Главы городского округа Котельники:
- Булгаков Андрей Алексеевич
- с 2020 — Жигалкин Сергей Александрович[40]

Администрация городского округа Котельники — исполнительно-распорядительный орган местного самоуправления.
В состав органов власти также входят контрольно-счётная палата и общественная палата.

## Внутреннее деление
Город Котельники включает в себя следующие микрорайоны:
- Белая Дача
- Ковровый
- Парковый
- Опытное Поле
- Силикат
- Южный
- Новые Котельники

В рамках генерального плана городского округа, принятого Советом депутатов 20 сентября 2017 года, на месте снесённых теплиц совхоза строится микрорайон «Парковый». Также в генплане выделяют микрорайон малоэтажной застройки Старые Котельники (бывшее село Котельники и СНТ «Восход»).

## Экономика
На территории города осуществляют деятельность более 900 предприятий и организаций.

### Промышленность
В городе развито производство стройматериалов (ООО «Крисмар» — асфальто-бетонное производство; ОАО «Люберецкий ГОК» — добыча и переработка формовочных материалов; ЗАО «МФ Стальконструкция» — изготовление и монтаж металлоконструкций; ООО «Унистром-Трейдинг» — изделия из бетона, гипса и цемента), пищевая (ЗАО «Белая Дача Трейдинг» — переработка салатов и овощей; лёгкая (ковровый завод ООО компания «Сервис Ковер»), электротехническая (ЗАО «Делсот» — производство тэнов, электрических водонагревателей, котлов, конвекторов, обогревателей, тепловентиляторов) и химическая (ЗАО «Яра» — производство минеральных удобрений) промышленность.
Агропромышленный комплекс представлен агрофирмой «Белая Дача» (одно из крупнейших предприятий в Московской области по производству и переработке сельскохозяйственной продукции), «Русские газоны», «Белая Дача Цветы».

### Торговля

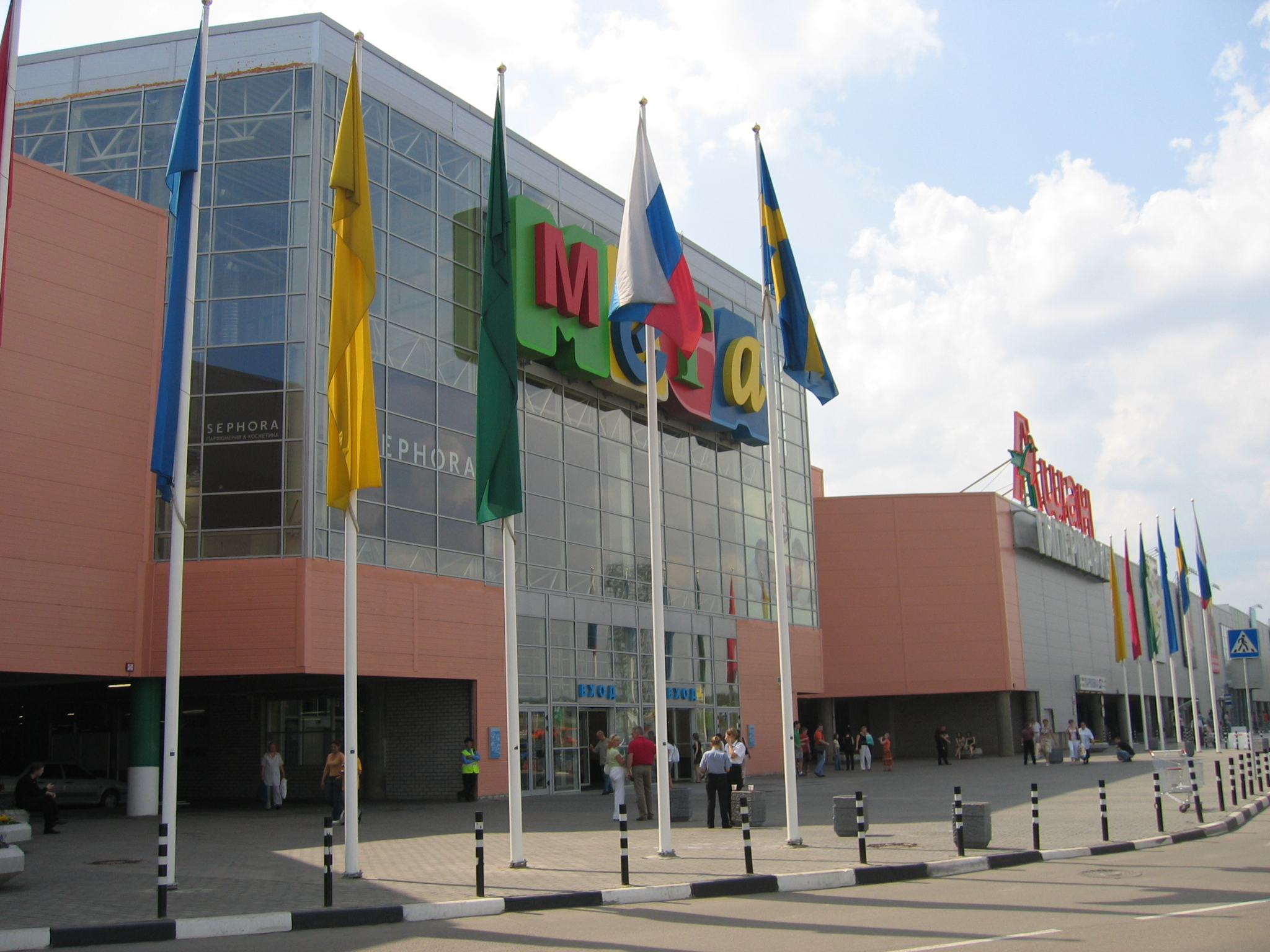
Торговый центр «МЕГА Белая Дача» — второй крупнейший по площади в Европе после московского «Авиапарка»

На территории городского округа расположено множество предприятий розничной торговли, самыми крупными из которых являются торгово-развлекательный комплекс: ООО «Мега Белая Дача», ООО «Ашан», Outlet Village Белая Дача; торговый центр М5: ООО «Реал», ООО «Колорон»; гипермаркеты: ООО «Максидом», ООО «Зельгрос», ООО «Белая Дача Цветы».
На Новорязанском шоссе расположен автомобильный комплекс «Автогарант», «Леруа-Мерлен», «Метро кешн кери», «Петрович».

## Образование, культура, спорт
В Котельниках — три общеобразовательных школы, семь дошкольных образовательных учреждений, детская школа искусств имени В. К. Андреева, промышленно-экономический техникум, филиал университета «Дубна», спорткомплекс «Дружба», спортивный комплекс «ФОК», стадионы «Здоровье» (Белая Дача), «Строитель» (Силикат).
В усадьбе Белая Дача — музей истории агрофирмы «Белая Дача» и истории овощеводства защищенного грунта; в школе № 1 — музей боевой славы.
В детской школе искусств имени В. К. Андреева расположено два музея: Музей заслуженного работника культуры РСФСР, профессора Вильнюсской консерватории, ученика профессора А. Б. Гольденвейзера Валентина Константиновича Андреева и Музей редких музыкальных инструментов.

## Здравоохранение
В городе действует поликлиника (ГБУЗ МО Котельниковская городская поликлиника), стоматологическая поликлиника (ООО «Стоматологическая поликлиника № 1») и станция скорой медицинской помощи.

## Достопримечательности

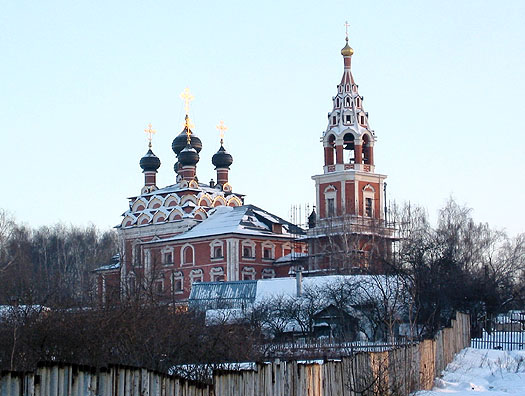
Церковь Казанской иконы Божией Матери в Котельниках

- Церковь Казанской иконы Божией Матери (конец 1670-х — начало 1680-х гг.). Шатровая колокольня (1837—1839, арх. А. О. Жилярди) — один из самых ранних примеров русского стиля.
- Усадьба Белая Дача (Покровское): двухэтажный дом Аршеневских и два парных флигеля (конец XVIII в. с поздними перестройками) в стиле классицизм.
- Памятник погибшим воинам во время Финской и Великой Отечественной войны
- Памятник погибшим в эвакогоспитале и при разминировании территории поселка
- Обелиск Славы
- Памятник-танк «Мать-Родина»
- Мемориал «Журавли»

## Транспорт

### Метро
Основной транспорт в городе — станция метро «Котельники». 4 мая 2012 года Постановлением Правительства Москвы № 194-ПП было принято решение о строительстве станции метро «Котельники» Таганско-Краснопресненской линии. Открытие станции состоялось 21 сентября 2015 года.

### Автобусный и автомобильный транспорт

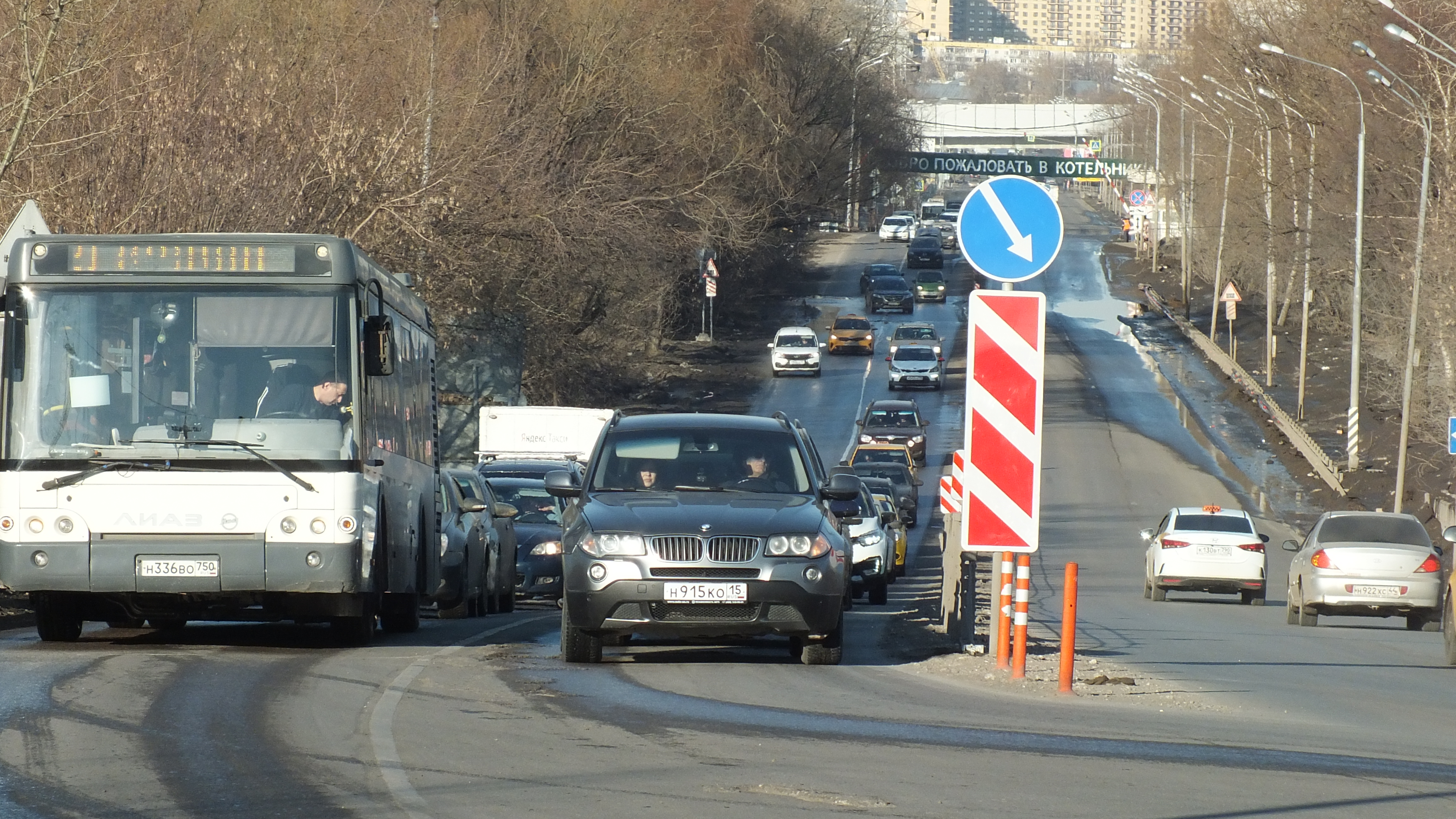
ЛиАЗ-5292 на маршруте № 21 на Дзержинском шоссе

На территорию города была перенесена междугородная автостанция из Выхино с приписанными к ней маршрутами.
Город связан регулярным автобусным сообщением с Люберцами (№ 20, 21, 26, 27), Дзержинским (№ 20, 21, 347, 904), Лыткариным (№ 348), Раменским (№ 424) и Жуковским (№ 424, 441, 478). Часть рейсов автобуса № 441 следует в аэропорт Жуковский. Также имеются внутригородские автобусные маршруты (№ 474 м. Котельники — мкр. Силикат), и маршрутные такси, в том числе внутригородское (№ 1) и пригородное (№ 518к, 870к до станции метро «Люблино» и 872к до станций метро «Люблино» и «Волжская»).

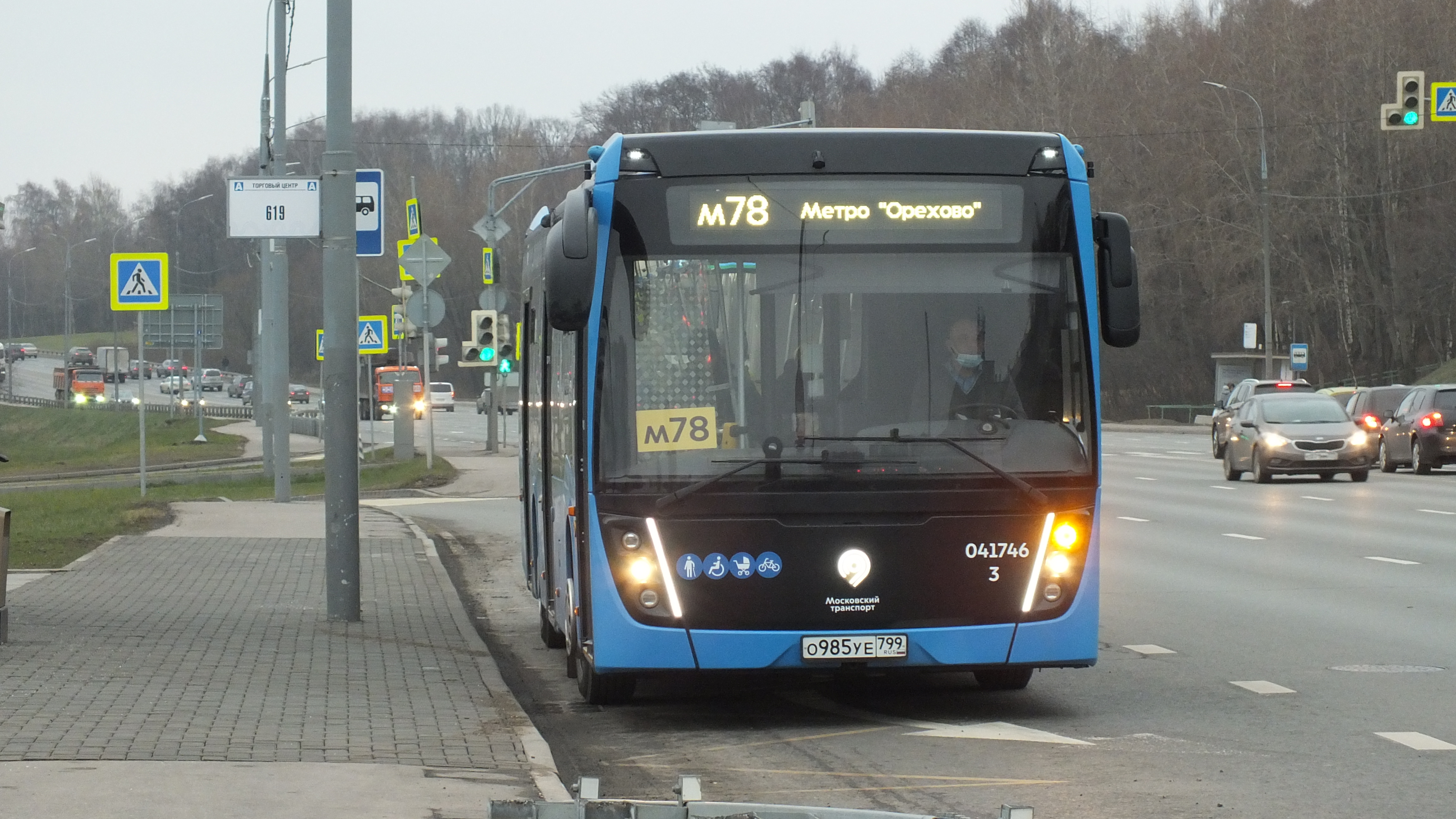
НеФАЗ-5299 на маршруте № м78

Город обслуживают автобусные маршруты ГУП «Мосгортранс»:
- № с710 м. «Алма-Атинская» — Белая Дача[53];
- № 655к Капотня — Белая Дача[54].

Кроме того, рядом с городом проходят два магистральных маршрута:
- № м78[55] м. «Орехово» — м. «Выхино» — новый маршрут маршрутной сети «Магистраль»[56]. Маршрут следует по МКАДу и не заезжает в Котельники, но выполняет остановку «Белая Дача» возле торгового центра «МЕГА Белая Дача».
- № м79[57] 6-й микрорайон Жулебина — МЦК «Дубровка» (бывший № м89), проходит по Новорязанскому шоссе и Волгоградскому проспекту через станции метро «Жулебино», «Котельники», «Кузьминки» и «Текстильщики» и станцию МЦК «Угрешская» до станции МЦК «Дубровка».

В районе станции метро «Котельники» с автобусной остановки отправляется бесплатный автобус к гипермаркету «Глобус» и «Outlet Village Белая Дача».
Эстакада на Новоегорьевском шоссе через Дзержинское шоссе и железнодорожную ветку соединяет микрорайоны Силикат и Белая Дача.
С 5 января 2022 года клеверная развязка МКАД — улица Верхние Поля — Новоегорьевское шоссе закрыта на реконструкцию. Вместо неё строится развязка с направленными съездами. На время реконструкции было ограничено движение транспорта.
6 сентября 2022 года был открыт мост развязки, соединяющий улицу Верхние Поля и Новоегорьевское шоссе. 6-7 сентября маршруты общественного транспорта, укороченные на время строительства развязки, вернулись к прежним трассам.

### Железнодорожный транспорт
В центре города находится грузовая станция Яничкино. Через город, разделяя его на две части, проходит железнодорожная ветка Панки — Дзержинская, ныне используемая только для грузового движения к МНПЗ, ТЭЦ-22 и к ФЦДТ «Союз» в Дзержинском.

### СМИ
Телеканалы
- «Котельники-ТВ»[64]

Газеты: "Котельники Сегодня"
- «Котельники Сегодня»[65]. В газете публикуются нормативные акты городского округа

### Независимые СМИ
Медиа площадка
- «Котельники. Инфо»[66]